# Vaga d'educació a Catalunya de gener del 2023
La vaga d'educació a Catalunya de gener del 2023 és una vaga del personal docent convocada per USTEC·STEs que va tenir lloc entre el 25 i el 26 de gener a Catalunya.

## Antecedents
El setembre del 2022, els sindicats i el Departament d'Educació van arribar a un acord per a evitar vagues amb el compromís que durant el primer trimestre del curs 2022-23, que acabava el 31 de desembre, arribessin a negociar la resta de reivindicacions.
Això va implicar que el Govern de Catalunya convingués contractar 3.500 docents més i proporcionar 170 milions d'euros addicionals al sistema educatiu català. Per tant, els treballadors passarien a tenir una hora lectiva menys i recuperarien l'horari lectiu d'abans de les retallades. Aquesta reducció s'havia d'efectuar precisament el gener del 2023.
Tanmateix, després de mesos de negociacions amb el Departament d’Educació, arribat desembre, no havien consensuat la reversió de les retallades, un tema que havia estat exclòs de l'acord abans esmentat.

## Anunci
La vaga en qüestió va ser anunciada el matí del 23 de desembre del 2022 i interpel·lava el personal docent de l'educació primària i l'educació secundària de Catalunya. En aquest cas, les reivindicacions imperants eren la reversió de les retallades en l'àmbit educatiu, la negociació del calendari acadèmic, l'estabilitat del personal interí i el retorn dels sexennis amb unes condicions determinades. Lluitaven per un «ensenyament públic i de qualitat».
A diferència de les vagues educatives anteriors, al principi va ser convocada exclusivament per la Unió Sindical de Treballadors i Treballadores de l’Ensenyament de Catalunya. Uns dies després, però, el Sindicat d'Estudiants va sumar-se a les mobilitzacions convocant una vaga d'estudiants amb reclams que incloïen la manca de calefacció en aules massificades, l'ínfima atenció psicològica disponible als centres educatius, les poques places públiques de formació professional i les dificultats econòmiques a enfrontar a la universitat. Al capdavall, també s'hi van unir la Intersindical, la Unió Sindical Obrera de Catalunya, CNT Ensenyament, la Confederació General del Treball en conjunt, la Coordinadora Obrera Sindical i el Sindicat d'Estudiants dels Països Catalans. Tant Professors de Secundària com les Comissions Obreres van consultar-ho als seus afiliats i es van incorporar a la iniciativa el 25 de desembre i el 23 de gener, respectivament.
El Departament d'Educació va mostrar-se sorprès davant de la convocatòria d'aquesta vaga. Concretament, la directora general de Professorat i Personal de Centres Públics, Dolors Colell, va lamentar-se que es fes públic alhora que encara negociaven amb els sindicats i va considerar que no era apte polaritzar aquest tema.

## Fets
L'aturada va coincidir amb la convocada pel sindicat Metges de Catalunya a tots els centres sanitaris del país. Això va ser un gest intencional que, segons la portaveu del sindicat, pretenia demostrar el perjudici que patien tots dos sectors malgrat que són fonamentals per a la societat. Per a rematar-ho, la mateixa setmana van fer vaga els taxistes. Per causa de la simultaneïtat entre les diferents vagues, hi va haver diverses manifestacions a Barcelona el 25, el 26 i el 28 de gener.
Durant les jornades de vaga, la Generalitat de Catalunya va decretar els serveis mínims següents: un docent per cada tres aules d'infantil a secundària i el 50 % del personal per a l'educació especial i les escoles bressol; el 50 % de monitors dels serveis de menjador, cuina, acollida, extraescolars i necessitats especials; i un membre de l'equip directiu per centre (en el cas de les escoles bressol, un membre del claustre). Són els mateixos serveis mínims estipulats el 2022 i que els sindicats van considerar «abusius» perquè «no garantien el dret de vaga».
El primer dia, el 25 de gener, una concentració unitària mixta de sanitaris i docents va sortir a les 11 h de la plaça de Sant Jaume i va acabar al Parlament de Catalunya. En una intervenció poc abans, el conseller Josep González Cambray va declarar haver fet tot el possible per a prevenir la vaga. El recompte de manifestants de la Guàrdia Urbana va ser de 5.300 persones a l'inici i 6.500 al final de la manifestació. Segons el Departament d'Ensenyament, el seguiment va ser del 7,7 %, mentre que USTEC va elevar l'estimació al 30 %. Els diputats de la CUP, llevat de Montserrat Vinyets i Eulàlia Reguant, van abandonar l'hemicicle del Parlament de Catalunya per a unir-se a la mobilització.
L'endemà, es van organitzar diferents mobilitzacions descentralitzades arreu de Catalunya: a Barcelona, una concentració a les 12 h davant del Departament d’Educació; a Girona, una manifestació va partir a 10:30 a la plaça de Pompeu Fabra; a Tarragona, una altra començada a la plaça dels Carros; i a Manresa, una enfront dels Serveis Territorials de la Catalunya Central a 8:30 i una segona des de la plaça de Crist Rei a les 19 h. Basant-se en la informació reportada pel 65,76 % dels centres educatius, el Departament d'Educació va xifrar en un 5,11% el seguiment de la segona jornada. Alguns dels manifestants van irrompre pacíficament a tall de protesta a la seu dels serveis territorials del Consorci d'Educació de Barcelona.
A la fi, el 28 de gener, es va repetir la concentració a la plaça de l'Ajuntament de Barcelona, aquesta vegada amb agents socials.